# Scaphyglottis fasciculata
Scaphyglottis fasciculata är en orkidéart som beskrevs av William Jackson Hooker. Scaphyglottis fasciculata ingår i släktet Scaphyglottis och familjen orkidéer. Inga underarter finns listade i Catalogue of Life.